# Алешево (Лузький район)
Алеше́во (рос. Алешево) — присілок у складі Лузького району Кіровської області, Росія. Входить до складу Папуловського сільського поселення.
Населення становить 2 особи (2010, 6 у 2002).
Національний склад станом на 2002 рік — росіяни 100 %.

## Історія
1897 року у присілку була збудована дерев'яна Нікольська церква, на початку 20 століття — каплиця. 1962 року церква була закрита, приміщення використовувалось як зерносховище. Сьогодні робота храму відновлена.